# Nafisa al-Sayyida
Nafîsa al-Sayyida (762-824) est une érudite musulmane, descendante d'al-Hassan ibn Ali dont la sépulture située au Caire fait l'objet de visites pieuses (ou ziyâra).

## Biographie
Nafisa al-Sayyida est née à la Mecque et a grandi à Médine. Elle est l'arrière-petite-fille de l'Imam Ali. Après avoir épousée l'un des fils de l'imam Ja'far al-Sâdiq, elle émigre en Égypte, entre 809 et 817 selon les sources, pour suivre son mari. Cette femme est réputée pour son savoir (elle connaissait le Coran et son exégèse par cœur) et sa piété. Son comportement ascétique, sa pratique assidue du jeûne, forçaient le respect de ses contemporains. Elle aurait de son vivant effectué des prodiges et des guérisons, ainsi qu'une crue miraculeuse du Nil. Ces récits de miracles se multiplient à partir du XIIe siècle dans les milieux populaires. D'autres récits évoquent la pratique des larmes, un charisme lié à la piété dans les églises chrétiennes orientales. Décédée un vendredi, elle est enterrée au Caire au sud de la mosquée d'Ibn Touloun, à proximité du tombeau d'al-Shâffi'i.

## Culte et hommages

### Culte
Un culte lui est rendu sur sa tombe dès le Xe siècle. Un mausolée a été élevé sur sa tombe à l'époque des Fatimides. Toutefois, Nafîsa al-Sayyida n'apparaît dans un ouvrage hagiographique musulman qu'à la fin du XIVe siècle. Cette désaffection des lettrés de l'islam officiel, dont Léon l'africain, pour lequel « la dévotion populaire et la conduite exemplaire de la dame n'en font pas pour autant une sainte » et l'historien Al-Dhahabî, selon lequel « rien ne nous est parvenu de ses vertus », tranche avec la dévotion des fidèles et sa popularité qui a dépassé les frontières du pays.

### Mosquée
Une mosquée éponyme est élevée autour de sa tombe en 1314 par le sultan An-Nâsir Muhammad Ibn Qalâwûn, puis restaurée 1760 par l'émir Abd Al-Rahmân  Katkhudâ. Sa forme actuelle en 1897, après que l'édifice ait brûlé en 1892. C'est dans cette mosquée qu'on été célébrés les obsèques de la princesse Faouzia Fouad, ex-reine consort d'Iran, en 2013. Le site a été restauré courant 2021 avec des fonds alloués par le sultan Mufaddal Saifuddin (en), 53e Dai des Dawoodi Bohras.